# Chaetodon vagabundus
Chaetodon vagabundus là một loài cá biển thuộc chi Cá bướm (phân chi Rabdophorus) trong họ Cá bướm. Loài này được mô tả lần đầu tiên vào năm 1758.

## Từ nguyên
Tính từ định danh vagabundus trong tiếng Latinh có nghĩa là "lang thang", không rõ hàm ý đề cập đến điều gì do không được nhắc đến, mặc dù loài cá này rất phổ biến ở khu vực Ấn Độ Dương - Thái Bình Dương.

## Phạm vi phân bố và môi trường sống
Từ Socotra dọc theo bờ biển Đông Phi và Nam Phi, phạm vi của C. vagabundus trải dài về phía đông đến quần đảo Line và quần đảo Gambier, ngược lên phía bắc đến vùng biển phía nam Nhật Bản và đảo Jeju (Hàn Quốc), xa về phía nam đến bang New South Wales và đảo Lord Howe (Úc), cũng như đảo Rapa Iti (Polynésie thuộc Pháp).
Ở Việt Nam, C. vagabundus được ghi nhận tại cù lao Chàm (Quảng Nam) và quần đảo Hoàng Sa; Phú Yên; vịnh Nha Trang (Khánh Hòa); Ninh Thuận; cũng như tại quần đảo Trường Sa.
C. vagabundus được tìm thấy trên các sinh cảnh rạn san hô, từ đới mào rạn ra đến sườn dốc của rạn viền bờ hay trong các đầm phá ở độ sâu đến ít nhất là 30 m. Loài này còn có thể sống ở vùng nước đục gần cửa sông, nơi có dòng nước ngọt đổ ra biển.

## Mô tả

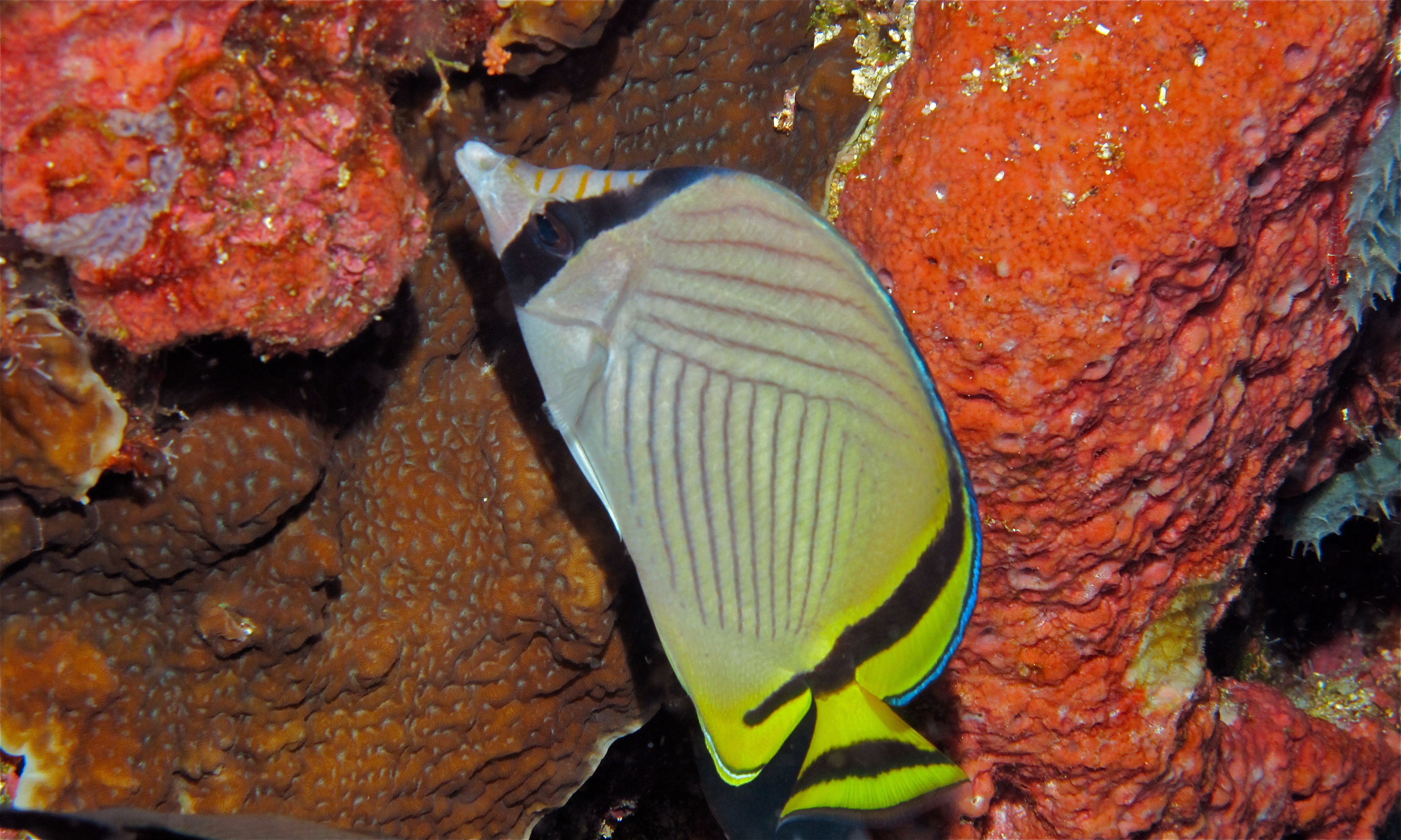
Các vạch cam trên trán và mõm của C. vagabundus

C. vagabundus có chiều dài cơ thể lớn nhất được ghi nhận là 23 cm. Cơ thể có màu trắng với các sọc chéo màu đen xếp thành kiểu hình chữ V. Một vệt đen lớn từ gáy băng xuống mắt. Phần trán giữa hai mắt có các vạch sọc cam. Phía thân sau có một dải đen bao quanh cuống đuôi, lan rộng dọc theo gốc vây lưng và một phần vây hậu môn; hai vây này có màu vàng tươi với dải viền ngoài màu xanh lam (vây lưng) và vàng lục (vây hậu môn). Vây bụng màu trắng. Vây ngực trong suốt. Vây đuôi vàng với một dải đen ở giữa; rìa sau trong suốt (dải viền sát phía trong màu đen).
Số gai ở vây lưng: 13; Số tia vây ở vây lưng: 23–25; Số gai ở vây hậu môn: 3; Số tia vây ở vây hậu môn: 19–22; Số tia vây ở vây ngực: 14–15; Số gai ở vây bụng: 1; Số tia vây ở vây bụng: 5; Số vảy đường bên: 34–40.
Chaetodon decussatus, một loài chồng lấn phạm vi với C. vagabundus ở Ấn Độ Dương, có kiểu hình khá giống nhau. Vây lưng của C. decussatus hoàn toàn là màu đen, và màu đen này lan rộng xuống phần lớn vây hậu môn. Còn ở Chaetodon pictus (trước đây được xem là đồng nghĩa với C. vagabundus), vệt đen ở đầu và thân sau nối liền với nhau qua phần lưng tạo thành một dải đen hình móng ngựa, và các vạch đen giữa vây đuôi của C. vagabundus được thay thế bằng các dải màu nâu đỏ ở C. pictus.

## Lai tạp

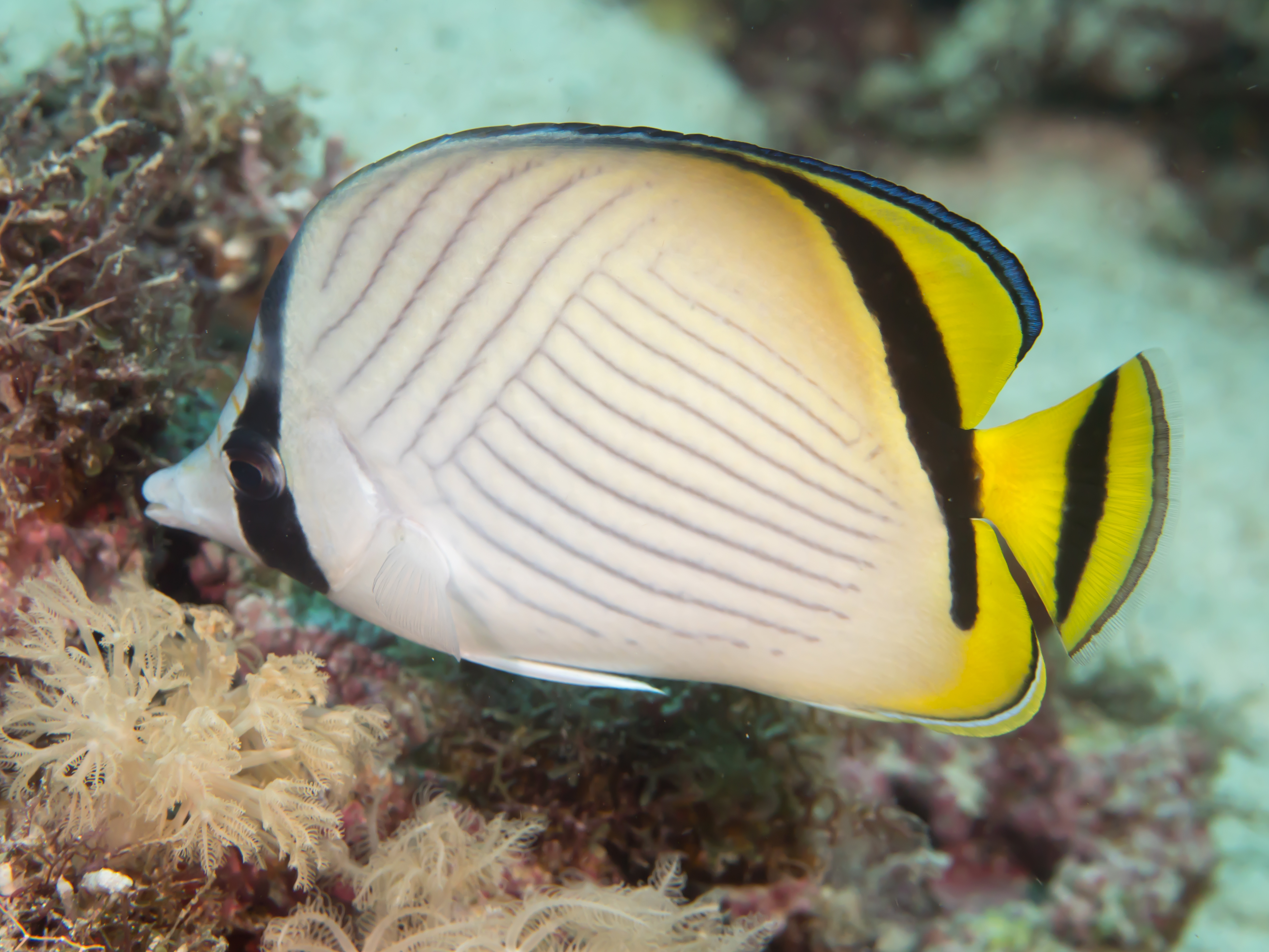
C. vagabundus

C. vagabundus được ghi nhận là có thể ghép cặp khác loài với Chaetodon auriga và C. decussatus; ngoài ra, cá thể mang kiểu màu trung gian giữa C. vagabundus và Chaetodon rafflesii cũng đã được bắt gặp trong tự nhiên. C. vagabundus cũng có quan hệ gần nhất với hai loài C. auriga và C. decussatus dựa theo kết quả phân tích phát sinh chủng loại phân tử.

## Sinh thái học
C. vagabundus là loài ăn tạp, thức ăn của chúng bao gồm tảo và một số loài thủy sinh không xương sống. Loài này đôi khi cũng ăn các polyp san hô nhưng đây không phải thức ăn chính của chúng. Ở rạn san hô Great Barrier, rất ít ăn san hô nhưng ăn chủ yếu những con mồi nhỏ trên chất nền không phải san hô.

## Thương mại
C. vagabundus là một loài thường được xuất khẩu trong ngành thương mại cá cảnh.